# エウリュキュダー
エウリュキュダー（古希: Εὐρυκύδα, Eurykydā, 英: Eurycyda）は、ギリシア神話の女性である。長母音を省略してエウリュキュダとも表記される。エーリス地方の王エンデュミオーンとアステロディアーの娘で、パイオーン、エペイオス、アイトーロスと兄妹。ただし母についてはイトーノスの娘クロミアーとも、アルカスの娘ヒュペリッペーとも言われる。
海神ポセイドーンとの間にエレイオスを生んだ。エレイオスはアイトーロスがアイトーリア地方に去った後に王となり、太陽神ヘーリオスの子とも言われるアウゲイアースの父となった。
なお、古代の何人かの著述家は彼女のことをエウリュピュレーの名で呼んでいる。